# 伊丹市立鴻池小学校
伊丹市立鴻池小学校（いたみしりつ こうのいけしょうがっこう）は、兵庫県伊丹市鴻池に所在する公立小学校。

## 沿革
- 1981年（昭和56年）4月1日 - 開校。

## 通学区域
- 荻野西1丁目、鴻池1丁目、2丁目1番～7番、8番3号、13番、14番、3丁目～6丁目、中野東1丁目1番地～106番地、245番地～259番地、272番地～298番地、303番地、2丁目1番地～98番地、196番地～202番地、206番地、218番地～228番地、376番地、377番地、400番地、瑞原[1]

※卒業後は基本的に伊丹市立天王寺川中学校に進学する。

## 通学区域が隣接している学校
- 伊丹市立桜台小学校
- 伊丹市立稲野小学校
- 伊丹市立瑞穂小学校
- 伊丹市立荻野小学校
- 伊丹市立天神川小学校
- 宝塚市立安倉小学校